# A3公路 (英國)
A3公路，部分路段稱為樸茨茅夫路或倫敦路，是連接倫敦市與樸茨茅夫的主幹道，途經泰晤士河畔金斯頓、吉爾福德、黑斯爾米爾、彼得斯菲爾德等地，全長67英里（108），管理方為英格蘭公路有限公司。

## 外部連結
维基共享资源上的相關多媒體資源：A3公路
- CBRD Motorway Database – A3 and A3(M) （页面存档备份，存于）
- A3 Hindhead Improvement – Highways Agency page
- Society for All British Road Enthusiasts entry for the A3 （页面存档备份，存于）